# Bloedbad van Gwangju

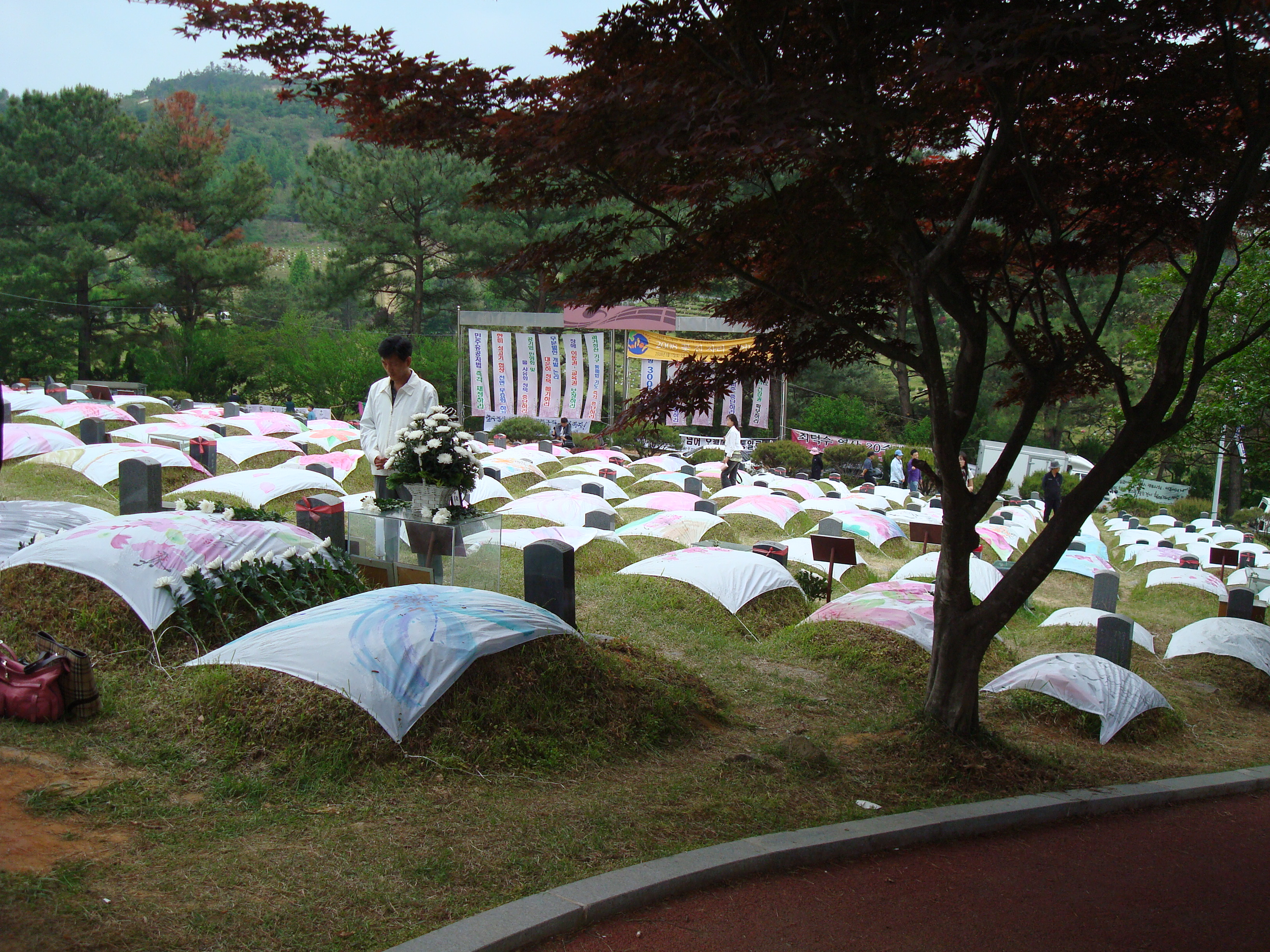
Begraafplaats in Gwangju waar de slachtoffers van het bloedbad begraven liggen

Het Bloedbad van Gwangju verwijst naar een volksopstand in de Zuid-Koreaanse stad Gwangju die plaatsvond van 18 mei tot 27 mei 1980. Bij deze opstand greep de bevolking naar de wapens in verzet tegen het militaire regime van Chun Doo-hwan. Uiteindelijk werd de opstand neergeslagen door het leger. De opstand leidde tot een bloedbad waarbij, volgens de regering, 170 mensen het leven verloren, maar officieus wordt uitgegaan van 500 tot 2000 doden.

## Aanloop
President Park Chung-hee had het land 18 jaar geregeerd, maar verloor op 26 oktober 1979 het leven bij een aanslag. Dit leidde tot een plotseling einde van zijn autoritaire regime en er brak een periode van instabiliteit aan in de Zuid-Koreaanse politiek. De nieuwe president Choi Kyu-hah had met zijn regering weinig controle over het leger. Generaal Chun Doo-hwan pleegde op 12 december 1979 een staatsgreep en werd president (r.1980-1988).
Onder de regering van Park was de democratiseringsbeweging in Korea krachtig bestreden. In maart 1980 keerden veel professoren en studenten die eerder verbannen waren terug naar de universiteiten. Zij organiseerden zich in verschillende studentenvakbonden. Deze vakbonden organiseerden door het hele land demonstraties. Daarbij werd opgeroepen tot hervormingen, persvrijheid, de instelling van een minimumloon en het opheffen van de noodtoestand. De noodtoestand was sinds de dood van Park van kracht. Op 15 mei 1980 verzamelden honderdduizend burgers zich in het Seoul Station om te demonstreren tegen de regering.
In reactie op de demonstraties nam Chun Doo-hwan nieuwe maatregelen. Hij breidde de noodtoestand uit. Daardoor werden universiteiten gesloten, politieke bijeenkomsten verboden en de persvrijheid verder ingeperkt. Verder werden 26 politici van de oppositie gearresteerd.
Onder het dictatorschap van Park Chung Hee had Zuid-Korea een sterke, economische groei doorgemaakt. Daar had echter vooral het zuidoosten van geprofiteerd. De stad Gwangju lag in het zuidwesten en had in veel mindere mate geprofiteerd van deze economische vooruitgang waardoor de inwoners zich genegeerd voelden door de regering.

## Opstand en bloedbad
Op de ochtend van 18 mei hadden zich ongeveer 200 studenten verzameld bij de Nationale Universiteit van Chonnam in Gwangju. Zij raakten in gevecht met soldaten en gooiden stenen. De soldaten voerden verschillende charges uit. In de middag was de demonstratie verplaatst naar het centrum van de stad en waren er zo'n tweeduizend demonstranten. Bij de gevechten tussen demonstranten en het leger gebruikten meerdere soldaten hun bajonet. De eerste dag viel er een dode, Kim Geong-cheol, een dove man. Dit leidde tot een woedende menigte die twee dagen later was uitgegroeid tot zo'n 20.000 demonstranten.
Het kwam op 20 mei tot een heftige uitbarsting. Het leger begon te schieten op de menigte. Demonstranten vielen juist een radiostation aan dat volgens hen onjuiste informatie had gegeven over de situatie. Er vielen meerdere doden, ook aan de zijde van de politie. In de avond van 20 mei was er een lange parade van vrachtwagens, bussen en wagens die in de richting van het Provinciale Kantoor reden om de demonstranten bij te staan. Zij werden echter door het leger bestookt met traangas.
Op 21 mei bereikte het geweld een climax. Rond 13:00 uur schoot het leger weer op een demonstrerende menigte. Daarbij vielen enkele doden. Intussen waren er verschillende volksmilities georganiseerd die wapens in handen hadden. Zij schoten terug op het leger. Als gevolg daarvan trok het leger zich terug uit het centrum van Gwangju.
Tijdens de opstand was de hele stad door het leger afgesneden van de buitenwereld. Het leger vuurde op 23 mei op een bus die de blokkade probeerde te doorbreken en de stad wilde verlaten. Daarbij verloren 17 van de 18 passagiers het leven. Een dag later werd het vuur geopend op zwemmende kinderen. Het leger dacht dat zij de stad wilden ontvluchten. Daarbij verloor een jongen het leven. Later op die dag kwamen verschillende soldaten om het leven toen Zuid-Koreaanse troepen per vergissing op elkaar vuurden.
In de stad zelf werd een bevrijdingscomité gevormd dat bestond uit predikanten, advocaten en professoren. Zij eisten de vrijlating van gevangenen en compensatie voor de slachtoffers die waren gevallen. In ruil daarvoor zouden de milities de wapens neerleggen en inleveren. Het leger eiste dat de opstandelingen direct de wapens zouden neerleggen. Het bevrijdingscomité kon het onderling niet eens worden.
Het nieuws van het bloedbad in Gwangju leidde tot heftige protesten tegen de regering in verschillende andere regio's, zoals Hwasun, Naju, Haenam, Mokpo, Yeongam, Gangjin en Muan. In de meeste plaatsen verliepen de protesten vreedzaam.
Het Zuid-Koreaanse leger deed op 26 mei een poging de stad te heroveren. De opstandelingen probeerden het leger op de blokkades tegen te houden, maar dat mislukte. De milities waren binnen 90 minuten verslagen.
Het is onduidelijk hoeveel slachtoffers er precies vielen. Schatting van de kant van de regering ging uit van ongeveer 170 doden, maar andere bronnen gingen uit van wel 500 tot 2000 doden.

## Nasleep en gevolgen
In totaal werden bijna 1400 mensen gearresteerd naar aanleiding van de opstand. Zeven van hen werden ter dood veroordeeld, waaronder de latere president Kim Dae-jung (r.1998-2003). Onder internationale druk werd zijn straf omgezet in een levenslange gevangenisstraf.
Tegelijkertijd had de opstand een versterkend effect op de Zuid-Koreaanse democratiseringsbeweging. Het publiek was massaal geconfronteerd met de wrede aard van het regime. Het ondergroef de legitimiteit van Chun Doo-hwans' regering. Uiteindelijk zou Zuid-Korea aan het einde van de jaren tachtig worden omgevormd tot een democratie. Ook droeg de opstand bij aan een versterkt antiamerikanisme. De Verenigde Staten hadden het neerslaan van de opstand namelijk gesteund, of er in ieder geval weinig tegen ondernomen.
Er werd in 1995 wetgeving aangenomen die het mogelijk maakte om de couppleger en diegene die de opstand hadden neergeslagen te vervolgen. In 1996 werden acht politici aangeklaagd, waaronder oud-president Chun Doo-hwan en zijn opvolger oud-president Roh Moo-hyun. Zij kregen respectievelijk de doodstraf en een levenslange gevangenisstraf opgelegd. Op verzoek van Kim Dae-jung, op dat moment verkozen als president, maar nog niet in functie, verleende de zittende president Kim Young-sam de veroordeelden op 22 december 1997 gratie.
In 1997 werd 18 mei uitgeroepen tot officiële herdenkingsdag. In 2002 werd een wet van kracht die nabestaanden bevoordeelde en werd de Mangwol-dong-begraafplaats verheven tot de status van nationale begraafplaats.
Na de afzetting en het ontslag van president Park Geun-hye beloofde zijn opvolger Moon Jae-in in mei 2017 het onderzoek naar de rol van de Zuid-Koreaanse regering bij de onderdrukking van de opstand te heropenen.
In mei 2019 verklaarde Kim Yong-Jang, een voormalig inlichtingenofficier bij het Amerikaanse leger, dat Chun Doo-hwan persoonlijk soldaten had opgedragen demonstranten neer te schieten.  Kim verklaarde verder dat er onder de burgers ook soldaten in burgerkleding waren, die optraden als provocateurs om de beweging in diskrediet te brengen.
In mei 2020, 40 jaar na de opstand, werd de onafhankelijke Waarheidscommissie van de Democratiseringsbeweging van 18 mei opgericht om het harde optreden en het gebruik van militair geweld te onderzoeken.

## Trivia
- De componist Isang Yun, Koreaans balling in Duitsland, schreef de compositie Exemplum in Memoriam Kwangju, naar aanleiding van het bloedbad.
- De Biënnale van Gwanju is een biënnale voor hedendaagse kunst, opgericht in september 1995 ter herdenking van de door studenten geleide Gwangju-opstand van 18 mei 1980